# Vesela Gora
Vesela Gora je naselje v Občini Šentrupert. Ustanovljeno je bilo leta 1992 iz dela ozemlja naselja Brinje. Leta 2015 je imelo 59 prebivalcev.